# 퀸테트 살인 게임
《퀸테트 살인 게임》(Quintet)은 미국에서 제작된 로버트 알트만 감독의 1979년 미스터리, 멜로/로맨스 영화이다. 폴 뉴먼 등이 주연으로 출연하였고 로버트 알트만 등이 제작에 참여하였다.

## 출연

### 주연
- 폴 뉴먼

### 조연
- 비비 앤더슨
- 페르난도 레이

## 기타
- 미술: 리온 에릭슨
- 의상: 스콧 버쉬넬
- Ass-PD: 알랜 F. 니콜스

## 제작
오리지널 아이디어는 로버트 알트만이 떠올렸으나 월터 힐이 영화 각본, 감독을 맡길 바랐다.
퀀테트 살인 게임은 1978년 초 몬트리올의 엑스포 67 세계 박람회에서 촬영되었다. 극한의 추위는 출연자들에게 촬영에 어려움을 주었다.